# ジャーナル・オブ・エンドドンティクス
『ジャーナル・オブ・エンドドンティクス』（Journal of Endodontics）はアメリカ合衆国の査読付き月刊歯学雑誌。
アメリカ歯内療法学会の公式雑誌で、エルゼビアより出版されている。
1975年より発行を開始し、歯内療法学の分野における論文、症例報告、歯内治療における器具や材料、治療法の違いの比較などを掲載している。